# Ryūkō-ji (Uwajima)

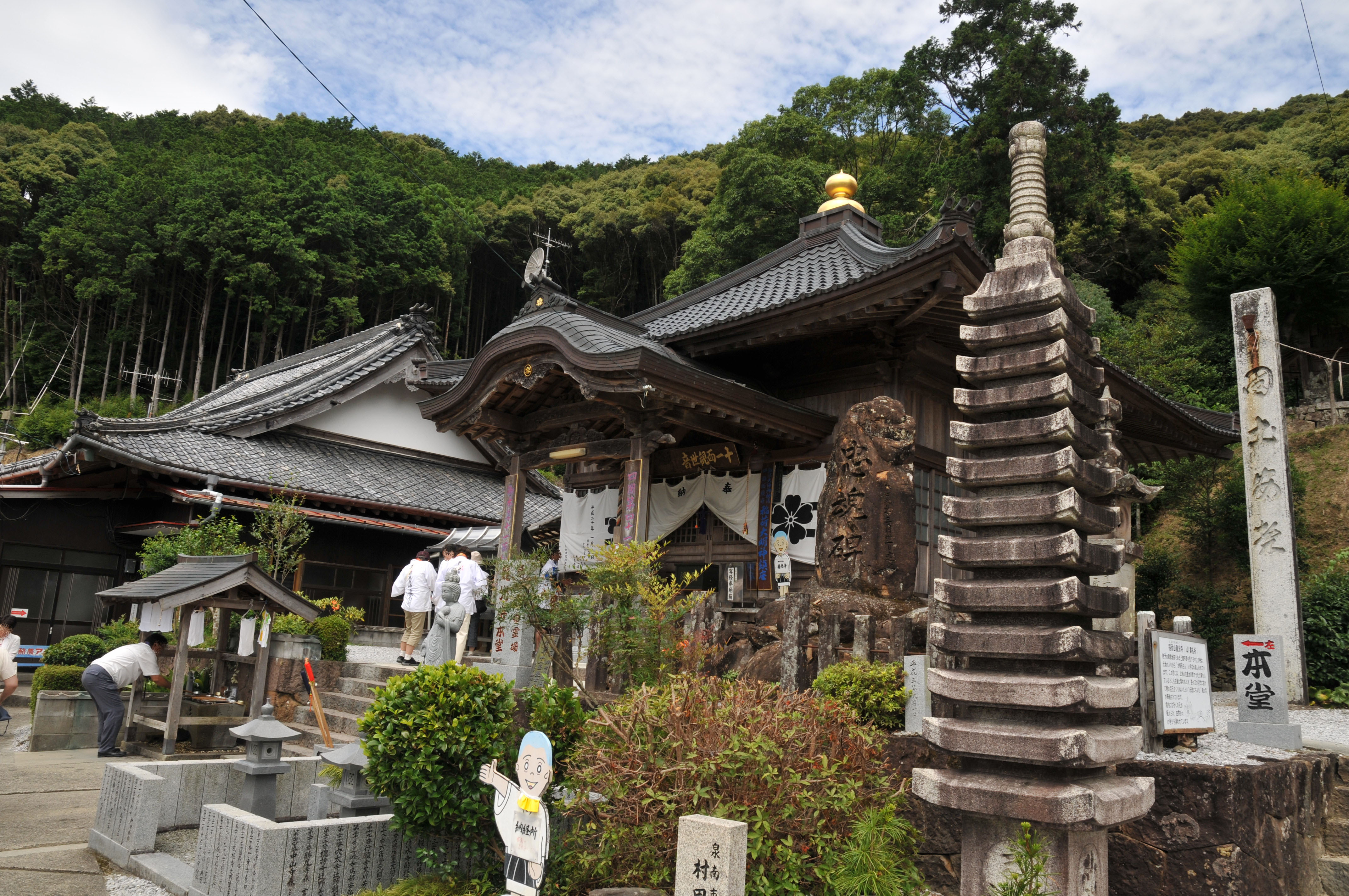
Haupthalle

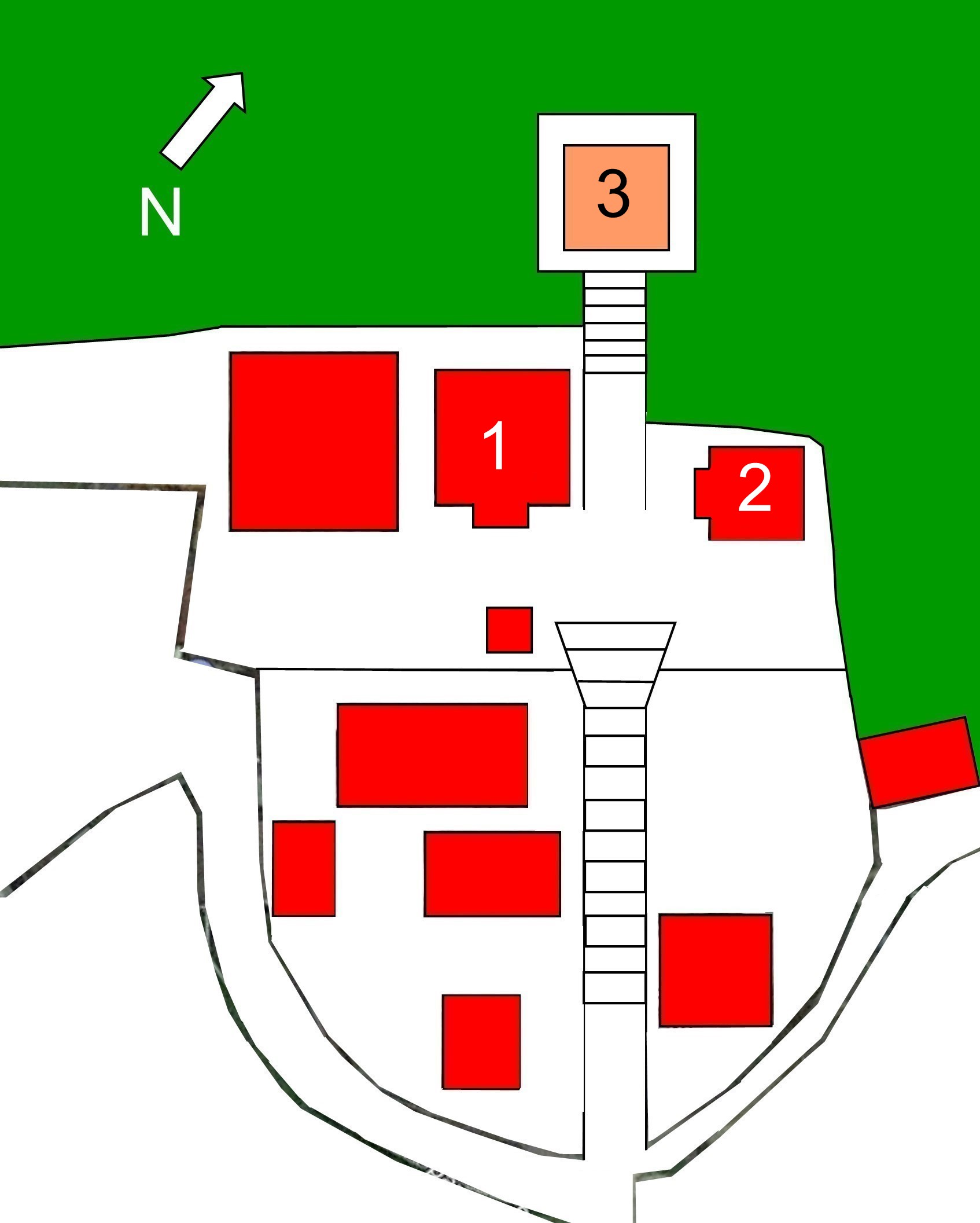
Plan des Tempels (s. Text)

Der Ryūkō-ji (japanisch 龍光寺), mit den Go Inarizan (稲荷山) und Gokokuin (護国院), im nordöstlich gelegenen Stadtteil Mima (三間) von Uwajima (Präfektur Ehime) gelegen, ist ein Tempel des Omuro-Zweigs (御室派) des Shingon-Buddhismus. In der traditionellen Zählung ist er der 41. Tempel des Shikoku-Pilgerwegs.

## Geschichte
Der Tempel, der von den Anwohnern auch „Ehrenwerter Inari-Schrein von Mima“ (三間のお稲荷さん) genannt wird, zeigt bis heute eine enge Verbindung von Buddhismus und Shintoismus. Als Priester Kūkai im Jahr 807 diese Gegend besuchte, traf er auf einen weißhaarigen Alten, der ein Reisbündel geschultert hatte. Dieser sagte, er lebe in dieser Gegend und hoffe auf den Buddhismus zum Wohle der Bevölkerung, und verschwand. Kūkai wurde klar, dass dieser Alte eine Erscheinung des heiligen Gokoku Daimyōjin (五穀大明神) war. Er fertigte daraufhin eine Figur des Inari Myōjin an und stellte ihn in einem Gebäude auf. Weiter fertigte er eine Statue der elfgesichtigen Kannon an sowie als Begleiter die Figuren des heiligen Fudō (不動明) und des Bishamon-ten (毘沙門天). Den Tempel nannte er „Inarisan Ryūkōji“ (稲荷山龍光寺).
Nach der Meiji-Restauration 1868 kam es unter der Anweisung zur Zurückdrängung des Buddhismus und Förderung des Shintoismus (廃仏毀釈令, Haibutsu kishaku rei) zu einer Neuordnung: die alte Haupthalle wurde zum Inari-Schrein, in einer neuen Haupthalle wurden die buddhistischen Heiligen aufgestellt.

## Anlage
Am hinteren Ende des Tempelgeländes führt eine lange Treppe zur Haupthalle (本堂, Hondō; 1) und rechts daneben Richtung Halle, die dem Tempelgründer gewidmet ist, zur Daishidō (大師堂; 2). In der Haupthalle wird ein etwa 10 cm großer schwarzer Stein als Drachenauge verehrt. Eine weitere Treppe zwischen diesen Gebäuden führt zum Inari-Schrein (稲荷神社, Inari jinja; 3), vor dem ein rotes Torii steht.

## Bilder

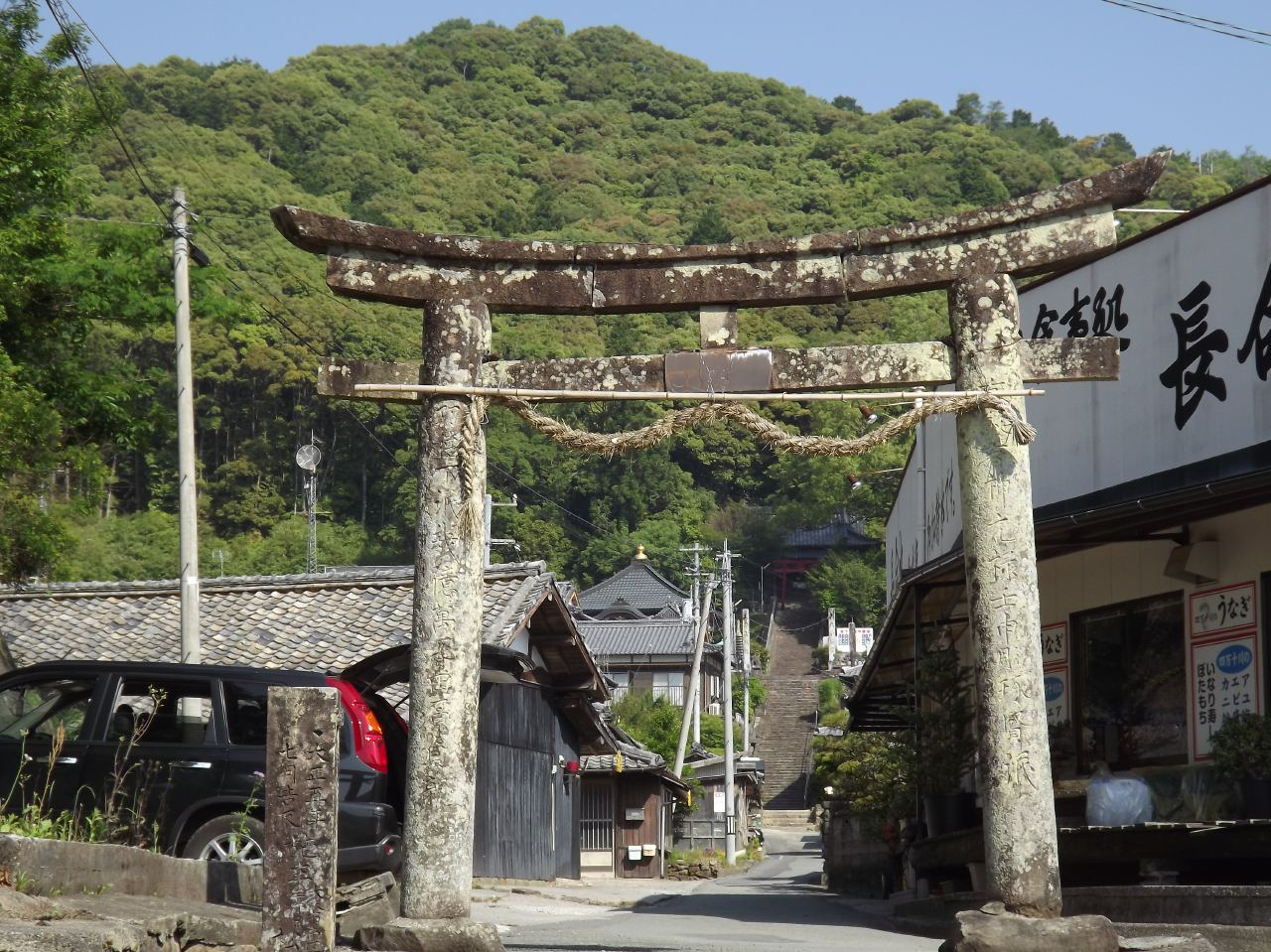
Torii vor dem Tempel
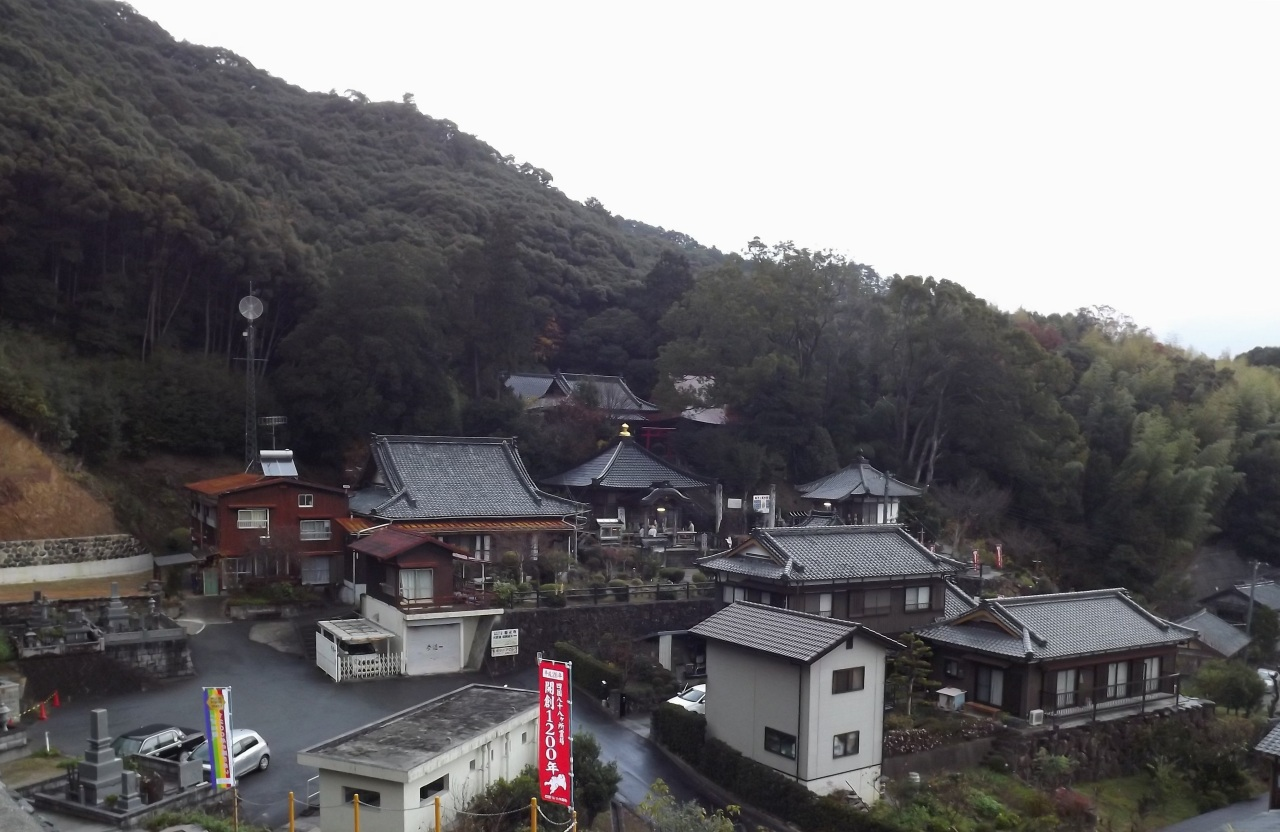
Übersicht
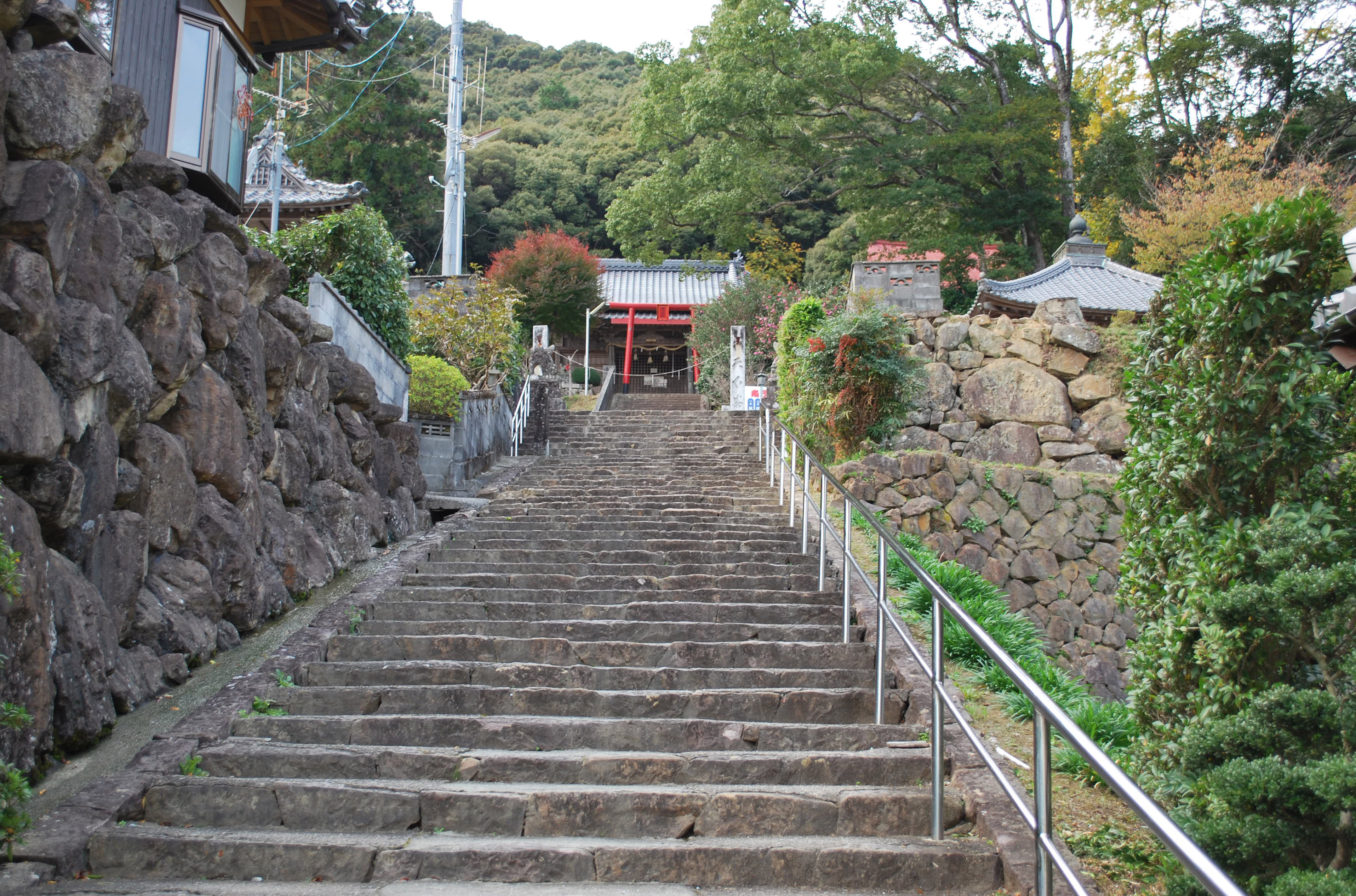
Treppe zum Tempel
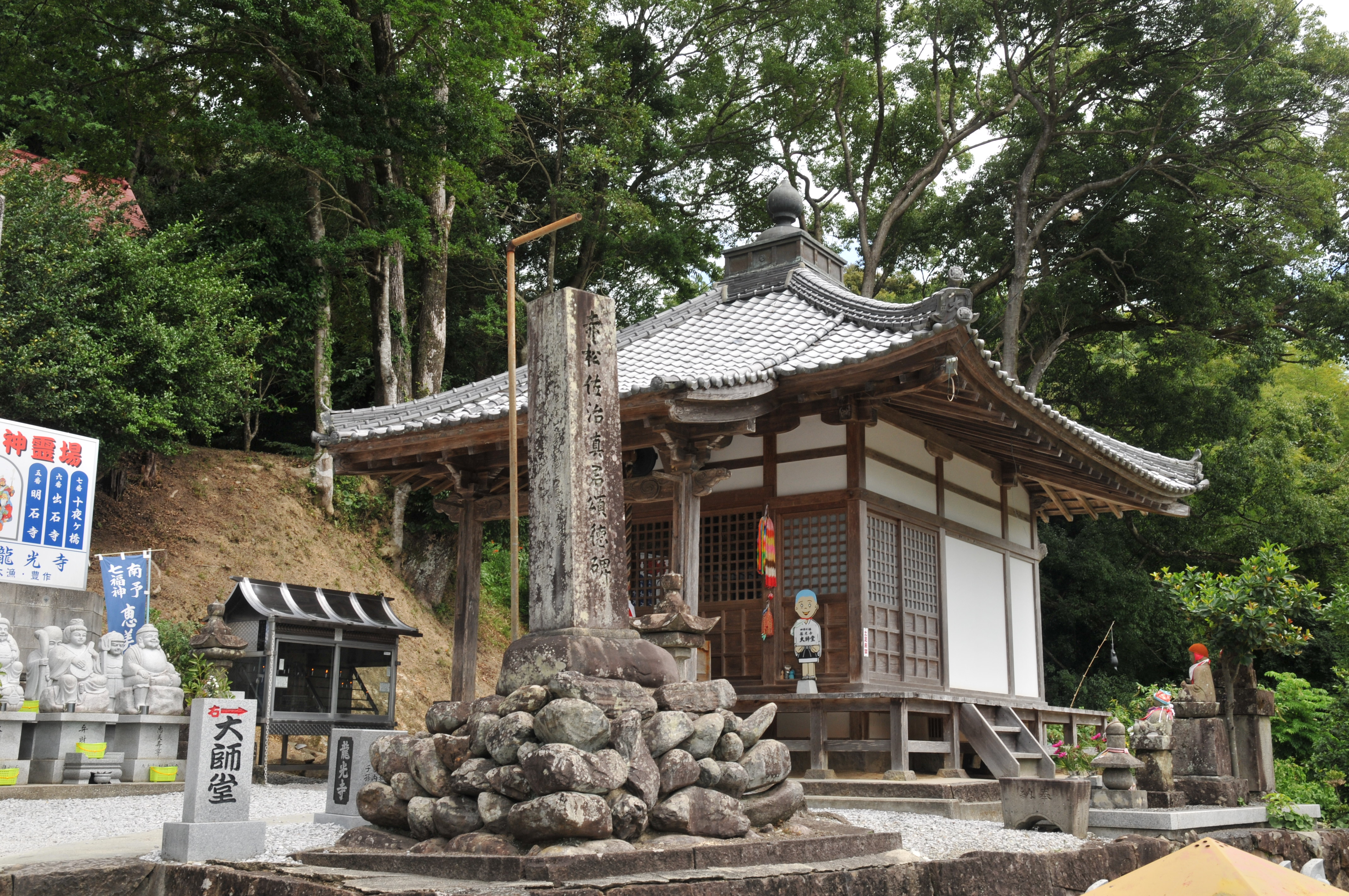
Daishidō